# Siège des Propriétés du Sénat
Le siège des Propriétés du Sénat (en finnois : Senaattikiinteistöjen pääkonttori) est un bâtiment construit dans le quartier de Sörnäinen à Helsinki en Finlande.

## Présentation
Le bâtiment est conçu par l’architecte Väinö Vähäkallio pour servir de siège aux Propriétés du Sénat.
Les locaux ont été récompensés par le prix de la structure en béton en 2002 pour leur conception architecturale et structurelle innovante, dans laquelle l’utilisation polyvalente du béton joue un rôle important.

## Galerie

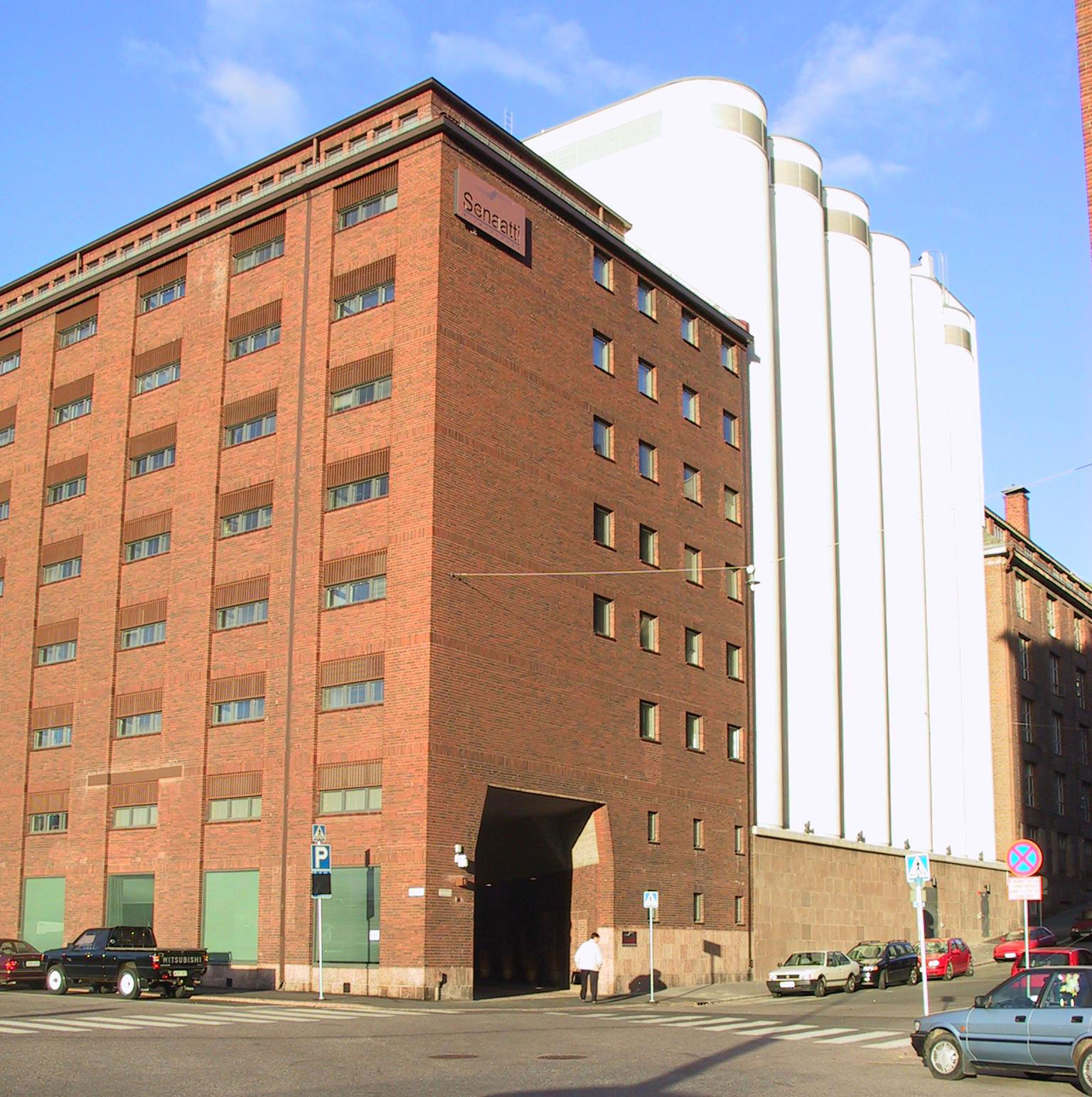